# Oddball Hall
Oddball Hall (Dois Patifes à Solta (título em Portugal) ) é um filme estadunidense de 1990 dirigido por Jackson Hunsicker, que também escreveu o roteiro. É estrelado por Don Ameche, Burgess Meredith, e Bill Maynard. Foi lançado diretamente em vídeo e recebeu avaliações negativas dos críticos.

## Sinopse
Uma dupla de idosos ladrões de joias, fugindo da lei, se disfarçam como assistentes, a fim de se esconder em uma aldeia africana.

## Produção
Oddball Hall foi escrito e dirigido por Jackson Hunsicker. O filme teve um orçamento de US$ 1,5 milhões. Foi produzido por Alan Munro e Harry Alan Towers. Oddball Hall é estrelado por Don Ameche e Burgess Meredith como os dois ladrões de joias.  O elenco inclui Bill Maynard, Tullio Moneta, e Tiny Skefile. A direção de fotografia é de Avi Karpick, com direção musical de William Stromberg.